# Marius Paraschivoiu
Marius Cristian Paraschivoiu (Ploiești, 7 juni 1990) is een Roemeens voormalig langebaanschaatser. Hij was een sprinter met een voorkeur voor de 500m. Hij was de eerste Roemeen die op die afstand de 37 en 36 seconden barrière doorbrak. Ook geen enkele Roemeense man nam vaker deel aan het WK Sprint.
Paraschivoiu heeft enige tijd in Inzell getraind aan de KIA Speed Skating Academy. Hij werd daar evenals zijn landgenoot Marian Cristian Ion om disciplinaire redenen weggestuurd. Zo zou hij in het geniep roken.

## Records

### Persoonlijke records
| Afstand    | Tijd    | Datum            | Baan           |
| ---------- | ------- | ---------------- | -------------- |
| 500 meter  | 0 35,56 | 10 november 2013 | Calgary        |
| 1000 meter | 1.10,79 | 13 december 2009 | Salt Lake City |
| 1500 meter | 1.51,43 | 9 januari 2010   | Calgary        |
| 3000 meter | 4.13,18 | 19 december 2009 | Erfurt         |
| 5000 meter | 7.46,29 | 7 februari 2008  | Inzell         |

## Resultaten
| Jaar | WK Sprint               |
| ---- | ----------------------- |
| 2010 | NC34 (35e, 36e, 36e, -) |
| 2011 | NC37 (40e, 40e, 36e, -) |
| 2012 | DQ3 (31e, 32e, DQ, -)   |
| 2013 | NC34 (35e, 35e, 34e, -) |

NC# = niet aan de afsluitende vierde afstand deelgenomen
DQ= diskwalificatie